# Constitution dogmatique
Une constitution dogmatique est un document de l'Église catholique relatif à une question dogmatique. 

## Présentation
Une constitution dogmatique est un acte solennel du magistère de l'Église catholique. Elle peut être l'œuvre d'un concile (le plus souvent œcuménique) ou du pape seul.

## Exemples
Le concile Vatican I a promulgué deux constitutions dogmatiques : 
- Dei Filius (1870), sur les relations entre foi et raison ;
- Pastor æternus (1870), sur l'Église du Christ. Restée inachevée, cette constitution ne définit de façon formelle que l'infaillibilité pontificale.

Le concile Vatican II a promulgué deux constitutions dogmatiques :
- Lumen gentium (1964), sur l'Église du Christ ;
- Dei Verbum (1965), sur la Révélation divine.